# Ryan Wolfe
 Ryan Wolfe  is een personage uit de televisieserie CSI: Miami. Hij wordt gespeeld door Jonathan Togo.

## Achtergrond
Ryan Wolfe is een voormalige patrouilleofficier, die werd ingehuurd door het CSI Team nadat Tim Speedle was omgekomen. Hij had een sterke achtergrond in wetenschap, waaronder een studie scheikunde aan het Boston College. Bovendien probeerde hij nu een master te halen in genetica. Zijn baan staat voor hem echter voorop aan studie.
Ryan trok de aandacht van Horatio Caine op de plaats van een busongeluk. Hier toonde Wolfe een grote aandacht te hebben voor details, vooral wat betreft zijn vuurwapen. Dit was deels te wijten aan zijn obsessieve-compulsieve stoornis. Dit oog voor detail stond Caine echter wel aan, vooral omdat Tim Speedle was omgekomen toen zijn wapen in een vuurgevecht blokkeerde omdat hij zijn pistool slecht had onderhouden (aflevering 301, "Lost Son").
Toen hij voor het eerst op het lab kwam, had Wolfe een moeizame start met collega Eric Delko, die een zeer goede vriend was van Speedle, en Wolfe als indringer zag. Calleigh Duquesne daarentegen was bezorgd omdat de eerste zaak die Wolfe kreeg toegewezen een auto-ongeluk was waar haar alcoholistische vader bij betrokken was (aflevering 303, "Under the Influence"). In de loop der tijd bewees Wolfe zijn nut voor het misdaadlab.
Wolfe laat vaak zijn emoties zijn werk verstoren. Toen Eric Delko werd neergeschoten en in kritieke toestand naar het ziekenhuis werd gebracht, doneerden Ryan en Calleigh Duquesne bloed voor een transfusie, maar ontdekten al snel dat het daarvoor te laat was. Toen ze de schutters vonden, werd Wolfe uitermate gewelddadig maar kon zich nog net beheersen (aflevering 515, "Man Down").
In de aflevering "Nailed" werd Wolfe in zijn oog geraakt met een draadnagel uit een nagelpistool op een plaats delict, wat hem zware oogproblemen gaf. In de aflevering "One Of Our Own" vermeldt een FBI agent dat Wolfe mogelijk keratitis had opgelopen als gevolg van de draadnagel. Later bleek echter dat Wolfe zelf deze foute informatie had verspreid in de hoop de identiteit van een informant binnen het team te ontdekken. Ryan was de eerste die ontdekte dat er een mol in het team zat.
In de aflevering "Burned" komt Ryan in contact met een zogenaamde vriend. Ryan heeft een schuld van 10 mille door poker. Wanneer de geldoverdracht op tape bij Horatio terechtkomt, beweert hij dat zijn vriend in financiële problemen zit. Horatio gelooft dit niet, en weet wel degelijk dat het om gokken gaat. Wanneer Ryan dit niet toe wil geven wordt hij ontslagen.